# Косів Верх
Ко́сів Верх — село в Україні, у Закарпатській області, Хустському районі, Колочавській сільській громаді. У селі Косів Верх нині ніхто не проживає.
На момент перепису населення села у 2001 році було 16 жителів. Поселення було повноцінним селом-присілком села Негровець. Тут навіть був свій поштовий індекс.
Свого часу в селі було понад 40 домогосподарств. Однак згодом село вимерло. На час літа нащадки колишніх мешканців села поселяються в порожні хати для косовиці.
До 70-х у присілку був навчальний заклад для наймолодших.

## Туристичні місця
- Мінеральне джерело — одне з найцінніших скарбів Косого Верха. Неподалік цього ключа є ще одне, яке за смаковими якостями не поступається попередньому. Біля буркуту височіють руїни недобудованої турбази.

- річка Трусний

## Населення
Згідно з переписом УРСР 1989 року чисельність наявного населення села становила 34 особи, з яких 19 чоловіків та 15 жінок.
За переписом населення України 2001 року в селі мешкало 16 осіб. 100 % населення вказало своєю рідною мовою українську.